# Helene Ramsauer
Helene Ramsauer (* 26. August 1905 in Rodenkirchen (Stadland); † 30. Januar 2001 in Oldenburg (Oldb)) war eine deutsche evangelische Theologin. 

## Leben
Ramsauer wuchs im Pfarrhaus von Rodenkirchen in der Wesermarsch auf. Nach ihrem Examen für Volks- und Mittelschulen 1925 in Oldenburg, einem Studium der Fächer Religion, Geschichte und Englisch für das Höhere Lehramt in Heidelberg, Wien und Marburg (u. a. bei Dibelius, von Soden, Bultmann) mit Promotion in Geschichte 1929 trat sie nach dem Referendariat in den Schuldienst in der Mittelschule Hoya von 1933 bis 1939. Sie verließ Hoya, als ihr verboten wurde, christliche Weihnachtslieder im Unterricht zu singen. Nach einer kurzen Episode in Kassel unterrichtete sie bis 1945 an einer Mädchenschule in Eger als Oberin der Hauswirtschaftlichen Abteilung und stellvertretende Direktorin. 1945 floh sie zu Fuß und mit dem Fahrrad aus Eger nach Oldenburg.
Sie gehörte darauf ab 1. Oktober 1945 zu den Dozenten der Pädagogischen Akademie Oldenburg. 1956 wurde sie eine der ersten Professorinnen in der Bundesrepublik Deutschland: für Evangelische Theologie und Religionspädagogik. Sie folgte dem eher traditionellen Ansatz der Evangelischen Unterweisung von Helmuth Kittel, der auf dem Zusammenhang von Verkündigung und Unterricht bestand. In der Auseinandersetzung mit dem Reformer Martin Stallmann ging sie auf diesen zu. 1973 wurde sie emeritiert.
Ramsauer führte Ergebnisse der historisch-kritischen Theologie in das Studium der Religionspädagogik ein. Über den universitären Bereich hinaus arbeitete sie lange Jahre in der Landessynode der Evangelisch-Lutherischen Kirche in Oldenburg mit und war als einzige Frau Mitglied in der Kirchenleitung der Vereinigten Evangelisch-Lutherischen Kirche Deutschlands (1970–73). Sie befürwortete das Pastorinnengesetz 1966, das verheirateten Frauen den gleichberechtigten Zugang zum Pfarramt öffnete.
Ihre Cousine und Vorbild war die Volkshochschulpädagogin Bertha Ramsauer (1884–1947).
Ihre Publikationen beschränkten sich aus Zeitnot auf Artikel in Zeitschriften.